# 사우디아 항공 163편 화재 사고

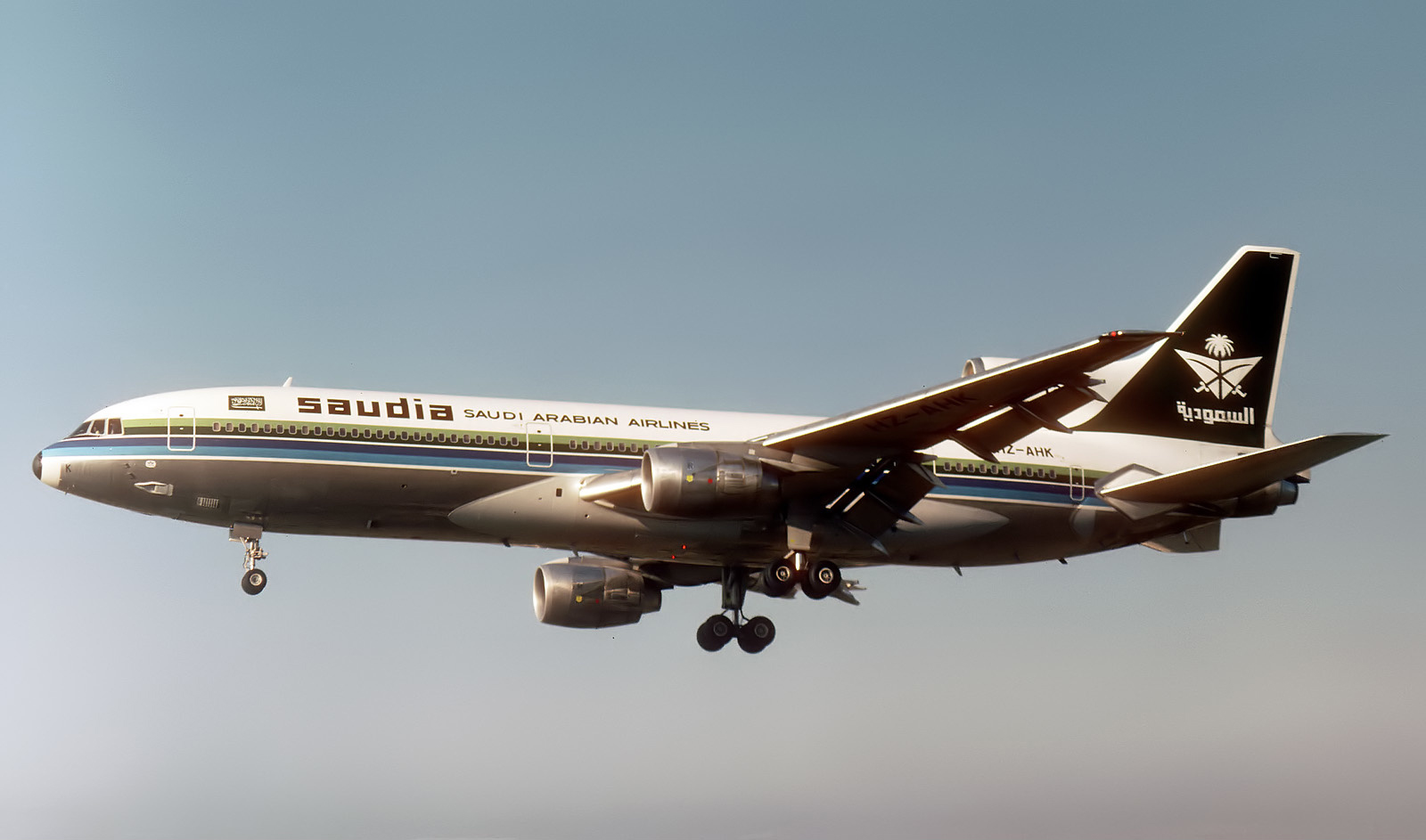
사고 11개월 전, 히스로 공항에서 촬영된 사고기

사우디아 항공 163편 화재 사고(영어: Saudia Flight 163)는 1980년 8월 19일 사우디아라비아 킹 칼리드 국제공항에서 사우디아 항공 163편(기종 록히드 L-1011 트라이스타)이 화재로 비상착륙에 성공했으나 연료탱크를 잠그지 않고, 엔진을 끄지 않은 것으로 인하여 폭발, 한국인 4명을 포함한 301명 전원이 사망한 사건이다.
이 사고는 록히드 L-1011 트라이스타와 관련된 가장 치명적인 사고이며 사우디아라비아에서 발생한 가장 치명적인 항공 재난이다. 당시 이 사고는 터키 항공 981편에 이어 한 대의 비행기가 연루된 항공 역사상 두 번째로 치명적인 항공기 사고였다.